# Sodinci
Sodinci este o localitate din comuna Ormož, Slovenia, cu o populație de 272 de locuitori.